# Romain Girouille
Romain Girouille, född 26 april 1988, är en fransk bågskytt. Han deltog vid olympiska sommarspelen 2008 och olympiska sommarspelen 2012.